# Karim Younis
Karim Youssef Fadl Younis (àrab: كريم يوسف فضل يونس , Karīm Yūsuf Faḍl Yūnus) (Ara, 24 de desembre de 1956) és un activista polític palestí, militant de Fatah, pres durant 40 anys. L'exèrcit israelià el va detenir i empresonar el 6 de gener de 1983 i va ser alliberat el 5 de gener de 2023. En el moment de sortir en llibertat, va ser el ciutadà àrab d'Israel més antic de les presons i centres de detenció israelians. També va ser considerat com el palestí que havia complert la condemna continuada més llarga de totes.
Younis va ser condemnat per haver segrestat i assassinat, tres anys abans, el soldat israelià Avraham Bromberg en el territori dels Alts del Golan. Així mateix, també se'l va condemnar per haver posseït armes prohibides, passar-les de contraban a la resistència palestina i pertànyer a una organització prohibida. Primer se'l va sentenciar a morir a la forca, però més tard es va commutar la pena a quaranta anys de presó. Segons el Club de Presos Palestins, va ser un dels diversos presos palestins que se suposava que havien de ser alliberats el 2013 després d'una mediació del secretari d'Estat dels Estats Units John Kerry, però la negociació va fracassar. Les autoritats israelianes es van negar a alliberar-lo amb el pretext que tenia la ciutadania israeliana. A primera hora del matí del 5 de gener de 2023 va ser alliberat de la presó de Hadarim, just al nord de Tel-Aviv, i deixat a una parada d'autobús de Ra'anana. La seva família no va ser informada de l'alliberament ni de la seva ubicació, però, Younis va aconseguir posar-se en contacte amb ells a través d'un transeünt.
El maig del 2022, vuit mesos abans del seu alliberament, la seva mare va morir. El seu pare va morir 10 anys abans del seu alliberament. Després de sortir de presó, va ser aclamat per centenars de persones a la seva població natal mentre duia una kufiyya blanca i negra a les espatlles i un pal a les mans amb la bandera de Palestina.